# Lương Văn Năm
Lương Văn Năm (1930–1971), tên thường gọi Năm Lao, là sĩ quan Quân đội nhân dân Việt Nam, Anh hùng Lực lượng vũ trang nhân dân.

## Cuộc đời
Lương Văn Năm sinh ra ở vùng quê Tam Giác – Hàm Thuận, trong một gia đình nông dân nghèo có mười người thì bảy người đi theo kháng chiến.
Năm 16 tuổi, ông nhập ngũ, chiến đấu qua hai cuộc kháng chiến. Chức vụ cuối của ông là Đại đội trưởng Đại đội 2 Tiểu đoàn 186 (Lá Bép) chủ lực Quân khu 6.
Ông hy sinh năm 1971, có nguồn ghi là 1972 ở quê nhà.

## Tôn vinh
Ngày 16 tháng 12 năm 1978, ông được Chủ tịch nước truy tặng danh hiệu Anh hùng Lực lượng vũ trang nhân dân.
Tên ông được đặt cho một con đường ở Phan Thiết, Bình Thuận.

## Danh hiệu
- Huân chương Chiến thắng hạng Ba[1]
- Huân chương Chiến công hạng Nhì[1]
- Huân chương Chiến công giải phóng hạng Ba (ba lần)[1]
- Huân chương Chiến sĩ vẻ vang hạng Nhì, Ba[1]
- Huân chương Chiến sĩ giải phóng hạng Nhất, Nhì, Ba[1]
- Chiến sĩ thi đua toàn tỉnh[1]
- Anh hùng Lực lượng vũ trang Nhân dân[1]